# Torre de la Campana

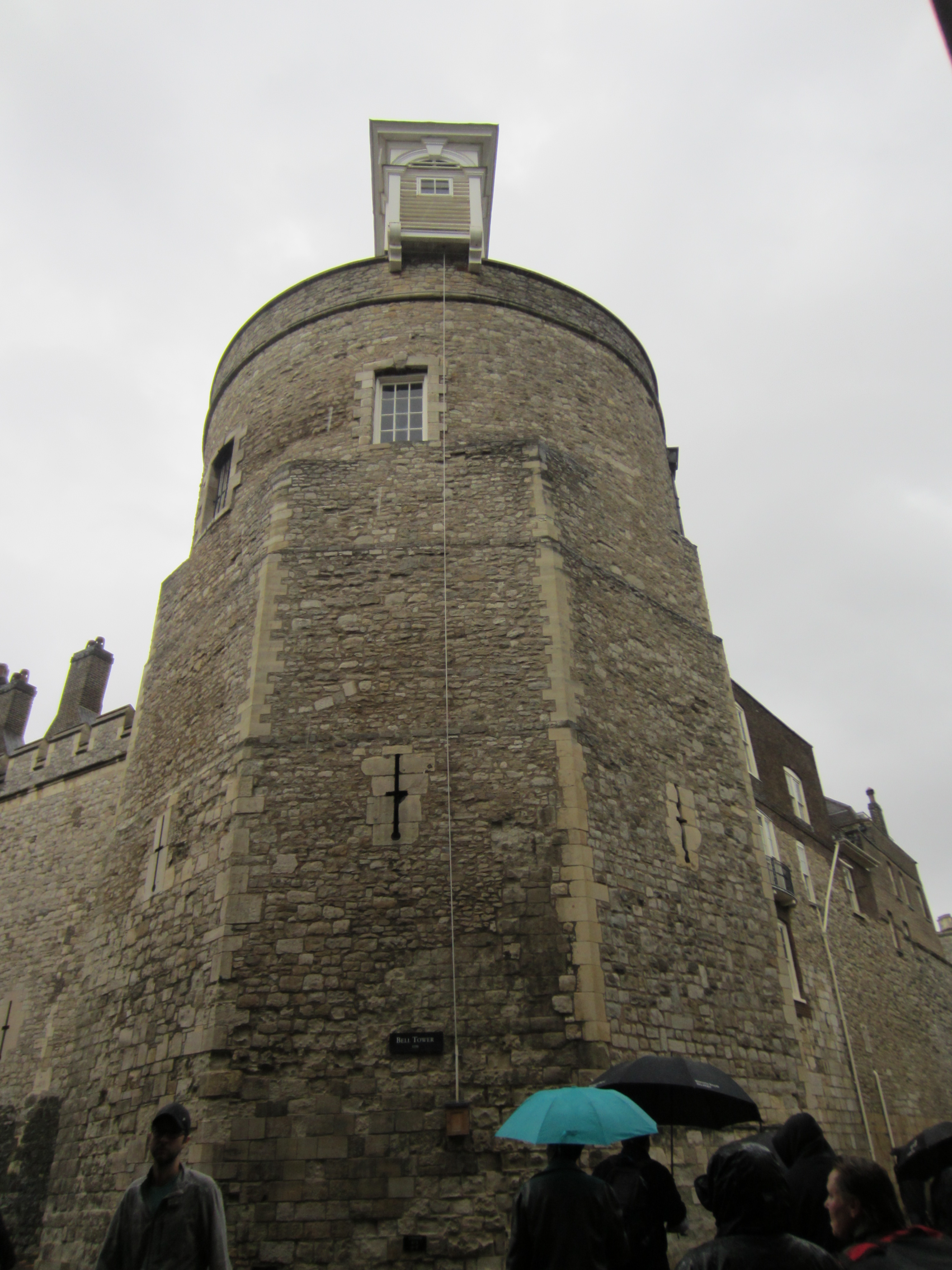
Imagen desde la base de la torre.

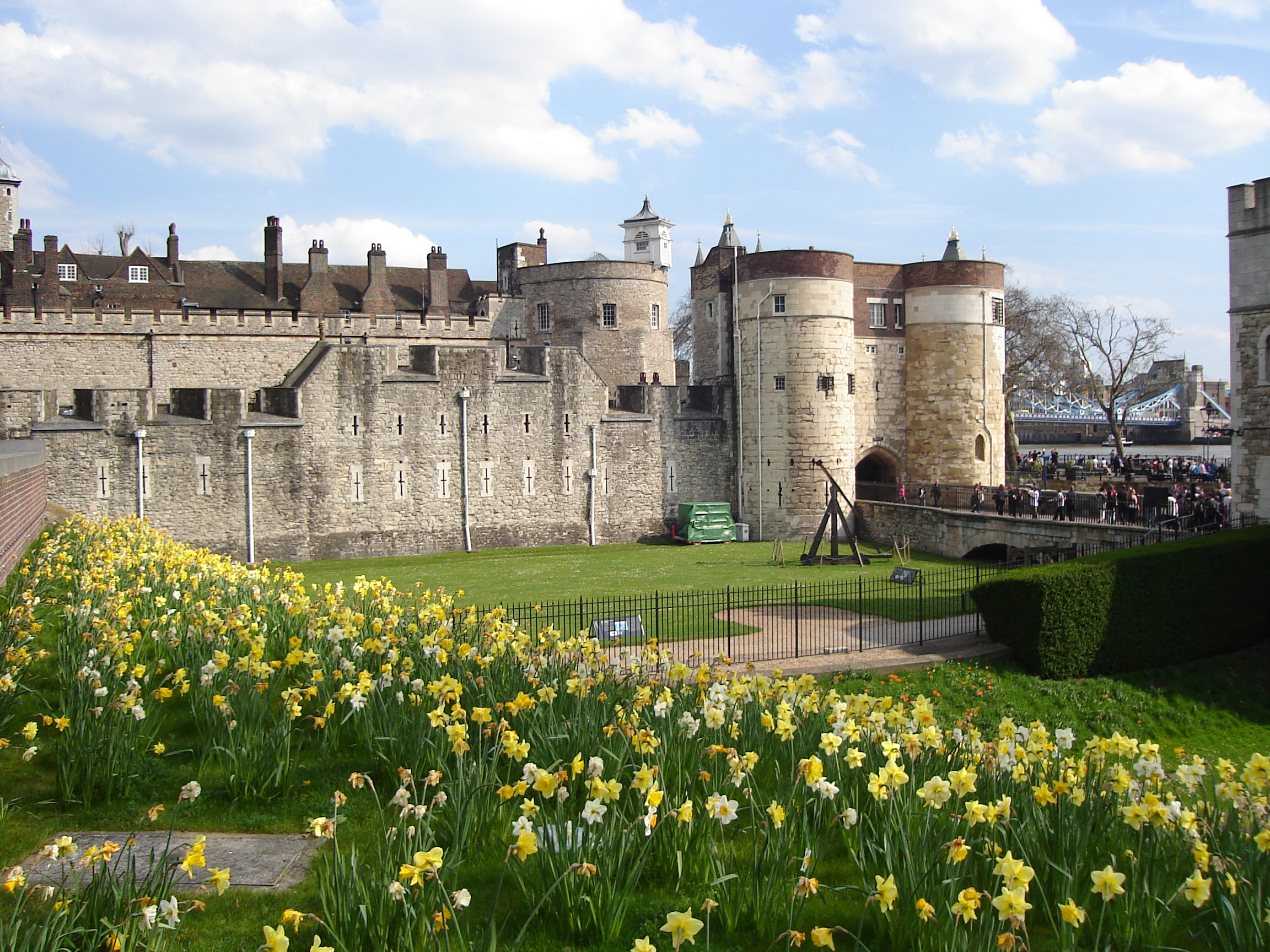
Visión desde el exterior del recinto de la torre.

La Torre de la Campana es una torre de la fortaleza de la Torre de Londres. Forma parte de la construcción original del recinto creada por Ricardo I Corazón de León y es la segunda torre más antigua después de la Torre Blanca.

## Historia
Debe su nombre a la campana que una vez colgó allí. Todavía hay un marco para una campana en el parapeto de la torre. Esta sonaba todos los días cuando se abrían y cerraban las puertas, así como en las situaciones de emergencia.
Tanto el cardenal católico John Fisher como Tomás Moro, así como la princesa Isabel de Tudor (futura Isabel I), estuvieron encarcelados aquí cuando fueron cautivos en la torre. Solo se podía acceder a las habitaciones del campanario a través del salón de los guardias. Isabel estaba encerrada en el piso superior de la torre. Durante su encarcelamiento tuvo varios sirvientes con ella y un total de cuatro habitaciones para ellos. Sus sirvientes le proporcionaron comida y muebles. En el último tiempo de su cautiverio, pudo salir de su cárcel y caminar por el anillo interior de la fortaleza.
El encarcelamiento de Isabel terminó con su liberación y posterior coronación. Menos suerte tuvo Tomás Moro, que fue ejecutado a poca distancia de su última morada, en la explanada conocida ahora como Tower Hill. En el siglo XVI el poeta Thomas Wyatt fue encarcelada en la Torre del Campanario, teniendo que presenciar la ejecución de su supuesta amante, Ana Bolena, desde la torre.

## Construcción
La parte inferior del campanario es octogonal, con la parte superior en forma redondeada. Esto probablemente se deba a dos fases de construcción, que, sin embargo, fueron cercanas en el tiempo. Dos ventanas ahora cerradas en el piso superior sugieren un período de construcción alrededor del año 1200. Las ventanas actuales de la torre datan del siglo XVIII.
Cuando se construyó, la torre se elevó 25 metros sobre el Támesis, que en ese momento todavía llegaba directamente a la base de la torre. Para resistir el río, la parte inferior de la torre fue fortalecida con mármol. El sótano de la torre está completamente relleno de piedra. Se puede llegar a los dos pisos superiores a través de la Queen's House. En el primer piso hay una pequeña antesala de guardarropa, luego una cámara con bóveda de cañón irregular. La cámara superior, de diseño inusualmente ornamentado, es aproximadamente circular y tiene un techo en forma de cúpula. En él corre una proyección horizontal de forma continua que conecta dos aberturas arqueadas. La escalera y la escalera entre los dos pisos probablemente dejaron de usarse en el siglo XIV, y sus restos se encontraron en 1970.